# Alberts Šeibelis
Alberts Šeibelis   (Sabile, 26 de desembre de 1906 - San Diego, 12 d'abril de 1972) fou un futbolista letó de la dècada de 1930.
Fou 54 cops internacional amb la selecció de Letònia. Pel que fa a clubs, defensà els colors de Rīgas FK, Rīga Vanderer, V.Ķuzes FK i Rīgas Vilki.